# Carrer Major de Guàrdia de Noguera
El Carrer Major és una via pública de Castell de Mur (Pallars Jussà) inclosa a l'Inventari del Patrimoni Arquitectònic de Catalunya.

## Descripció
Carrer vell del poble, d'uns 300m de llargada, amb portals de mig punt de pedra, que marquen un punta i l'altra. Petit desnivell que fa una mica la riereta. Vorejat a banda i banda d'habitatges unifamiliars de planta baixa i dos pisos. Eixamplament a la part alta. Portal de les cases pairals donant sobre el carrer. Paviment en mal estat.

## Història
El 1569 data el portal d'entrada i el 1588 consta que s'erigí la Casa Bassa.